# Velimir Kalandadze
Velimir Josifovič Kalandadze (Tbilisi, 15 maggio 1935 – 27 ottobre 2017) è stato un compositore di scacchi georgiano (sovietico fino al 1991).
Maestro Internazionale della composizione dal 1984, ha composto circa 350 studi, ottenendo 16 primi posti in concorsi di composizione.
Dal 1965 al 1985 ha partecipato a dieci campionati sovietici individuali di studio di composizione. Nel 1983 si è classificato al 4º posto. Ha collaborato spesso col connazionale David Gurgenidze.
È considerato uno dei maggiori specialisti dei finali di torre. Ha scritto molti articoli sugli studi su varie riviste, tra cui  «EG». Ha pubblicato i libri 100 Studi (Tbilisi 1972, in georgiano) e Idee studistiche nei finali di torre (Tbilisi 1978, in georgiano).
Di professione è un ingegnere.  
Nel 2008 il seguente studio di Kalandadze ha vinto il concorso «Study of the Year» della PCCC per il miglior studio dell'anno.
|   | a | b | c | d | e | f | g | h |   |
| 8 | b7 donna del nero · d7 pedone del bianco · h7 re del bianco · f6 re del nero · a4 donna del bianco · a3 pedone del nero · a2 pedone del bianco | b7 donna del nero · d7 pedone del bianco · h7 re del bianco · f6 re del nero · a4 donna del bianco · a3 pedone del nero · a2 pedone del bianco | b7 donna del nero · d7 pedone del bianco · h7 re del bianco · f6 re del nero · a4 donna del bianco · a3 pedone del nero · a2 pedone del bianco | b7 donna del nero · d7 pedone del bianco · h7 re del bianco · f6 re del nero · a4 donna del bianco · a3 pedone del nero · a2 pedone del bianco | b7 donna del nero · d7 pedone del bianco · h7 re del bianco · f6 re del nero · a4 donna del bianco · a3 pedone del nero · a2 pedone del bianco | b7 donna del nero · d7 pedone del bianco · h7 re del bianco · f6 re del nero · a4 donna del bianco · a3 pedone del nero · a2 pedone del bianco | b7 donna del nero · d7 pedone del bianco · h7 re del bianco · f6 re del nero · a4 donna del bianco · a3 pedone del nero · a2 pedone del bianco | b7 donna del nero · d7 pedone del bianco · h7 re del bianco · f6 re del nero · a4 donna del bianco · a3 pedone del nero · a2 pedone del bianco | 8 |
| 7 | b7 donna del nero · d7 pedone del bianco · h7 re del bianco · f6 re del nero · a4 donna del bianco · a3 pedone del nero · a2 pedone del bianco | b7 donna del nero · d7 pedone del bianco · h7 re del bianco · f6 re del nero · a4 donna del bianco · a3 pedone del nero · a2 pedone del bianco | b7 donna del nero · d7 pedone del bianco · h7 re del bianco · f6 re del nero · a4 donna del bianco · a3 pedone del nero · a2 pedone del bianco | b7 donna del nero · d7 pedone del bianco · h7 re del bianco · f6 re del nero · a4 donna del bianco · a3 pedone del nero · a2 pedone del bianco | b7 donna del nero · d7 pedone del bianco · h7 re del bianco · f6 re del nero · a4 donna del bianco · a3 pedone del nero · a2 pedone del bianco | b7 donna del nero · d7 pedone del bianco · h7 re del bianco · f6 re del nero · a4 donna del bianco · a3 pedone del nero · a2 pedone del bianco | b7 donna del nero · d7 pedone del bianco · h7 re del bianco · f6 re del nero · a4 donna del bianco · a3 pedone del nero · a2 pedone del bianco | b7 donna del nero · d7 pedone del bianco · h7 re del bianco · f6 re del nero · a4 donna del bianco · a3 pedone del nero · a2 pedone del bianco | 7 |
| 6 | b7 donna del nero · d7 pedone del bianco · h7 re del bianco · f6 re del nero · a4 donna del bianco · a3 pedone del nero · a2 pedone del bianco | b7 donna del nero · d7 pedone del bianco · h7 re del bianco · f6 re del nero · a4 donna del bianco · a3 pedone del nero · a2 pedone del bianco | b7 donna del nero · d7 pedone del bianco · h7 re del bianco · f6 re del nero · a4 donna del bianco · a3 pedone del nero · a2 pedone del bianco | b7 donna del nero · d7 pedone del bianco · h7 re del bianco · f6 re del nero · a4 donna del bianco · a3 pedone del nero · a2 pedone del bianco | b7 donna del nero · d7 pedone del bianco · h7 re del bianco · f6 re del nero · a4 donna del bianco · a3 pedone del nero · a2 pedone del bianco | b7 donna del nero · d7 pedone del bianco · h7 re del bianco · f6 re del nero · a4 donna del bianco · a3 pedone del nero · a2 pedone del bianco | b7 donna del nero · d7 pedone del bianco · h7 re del bianco · f6 re del nero · a4 donna del bianco · a3 pedone del nero · a2 pedone del bianco | b7 donna del nero · d7 pedone del bianco · h7 re del bianco · f6 re del nero · a4 donna del bianco · a3 pedone del nero · a2 pedone del bianco | 6 |
| 5 | b7 donna del nero · d7 pedone del bianco · h7 re del bianco · f6 re del nero · a4 donna del bianco · a3 pedone del nero · a2 pedone del bianco | b7 donna del nero · d7 pedone del bianco · h7 re del bianco · f6 re del nero · a4 donna del bianco · a3 pedone del nero · a2 pedone del bianco | b7 donna del nero · d7 pedone del bianco · h7 re del bianco · f6 re del nero · a4 donna del bianco · a3 pedone del nero · a2 pedone del bianco | b7 donna del nero · d7 pedone del bianco · h7 re del bianco · f6 re del nero · a4 donna del bianco · a3 pedone del nero · a2 pedone del bianco | b7 donna del nero · d7 pedone del bianco · h7 re del bianco · f6 re del nero · a4 donna del bianco · a3 pedone del nero · a2 pedone del bianco | b7 donna del nero · d7 pedone del bianco · h7 re del bianco · f6 re del nero · a4 donna del bianco · a3 pedone del nero · a2 pedone del bianco | b7 donna del nero · d7 pedone del bianco · h7 re del bianco · f6 re del nero · a4 donna del bianco · a3 pedone del nero · a2 pedone del bianco | b7 donna del nero · d7 pedone del bianco · h7 re del bianco · f6 re del nero · a4 donna del bianco · a3 pedone del nero · a2 pedone del bianco | 5 |
| 4 | b7 donna del nero · d7 pedone del bianco · h7 re del bianco · f6 re del nero · a4 donna del bianco · a3 pedone del nero · a2 pedone del bianco | b7 donna del nero · d7 pedone del bianco · h7 re del bianco · f6 re del nero · a4 donna del bianco · a3 pedone del nero · a2 pedone del bianco | b7 donna del nero · d7 pedone del bianco · h7 re del bianco · f6 re del nero · a4 donna del bianco · a3 pedone del nero · a2 pedone del bianco | b7 donna del nero · d7 pedone del bianco · h7 re del bianco · f6 re del nero · a4 donna del bianco · a3 pedone del nero · a2 pedone del bianco | b7 donna del nero · d7 pedone del bianco · h7 re del bianco · f6 re del nero · a4 donna del bianco · a3 pedone del nero · a2 pedone del bianco | b7 donna del nero · d7 pedone del bianco · h7 re del bianco · f6 re del nero · a4 donna del bianco · a3 pedone del nero · a2 pedone del bianco | b7 donna del nero · d7 pedone del bianco · h7 re del bianco · f6 re del nero · a4 donna del bianco · a3 pedone del nero · a2 pedone del bianco | b7 donna del nero · d7 pedone del bianco · h7 re del bianco · f6 re del nero · a4 donna del bianco · a3 pedone del nero · a2 pedone del bianco | 4 |
| 3 | b7 donna del nero · d7 pedone del bianco · h7 re del bianco · f6 re del nero · a4 donna del bianco · a3 pedone del nero · a2 pedone del bianco | b7 donna del nero · d7 pedone del bianco · h7 re del bianco · f6 re del nero · a4 donna del bianco · a3 pedone del nero · a2 pedone del bianco | b7 donna del nero · d7 pedone del bianco · h7 re del bianco · f6 re del nero · a4 donna del bianco · a3 pedone del nero · a2 pedone del bianco | b7 donna del nero · d7 pedone del bianco · h7 re del bianco · f6 re del nero · a4 donna del bianco · a3 pedone del nero · a2 pedone del bianco | b7 donna del nero · d7 pedone del bianco · h7 re del bianco · f6 re del nero · a4 donna del bianco · a3 pedone del nero · a2 pedone del bianco | b7 donna del nero · d7 pedone del bianco · h7 re del bianco · f6 re del nero · a4 donna del bianco · a3 pedone del nero · a2 pedone del bianco | b7 donna del nero · d7 pedone del bianco · h7 re del bianco · f6 re del nero · a4 donna del bianco · a3 pedone del nero · a2 pedone del bianco | b7 donna del nero · d7 pedone del bianco · h7 re del bianco · f6 re del nero · a4 donna del bianco · a3 pedone del nero · a2 pedone del bianco | 3 |
| 2 | b7 donna del nero · d7 pedone del bianco · h7 re del bianco · f6 re del nero · a4 donna del bianco · a3 pedone del nero · a2 pedone del bianco | b7 donna del nero · d7 pedone del bianco · h7 re del bianco · f6 re del nero · a4 donna del bianco · a3 pedone del nero · a2 pedone del bianco | b7 donna del nero · d7 pedone del bianco · h7 re del bianco · f6 re del nero · a4 donna del bianco · a3 pedone del nero · a2 pedone del bianco | b7 donna del nero · d7 pedone del bianco · h7 re del bianco · f6 re del nero · a4 donna del bianco · a3 pedone del nero · a2 pedone del bianco | b7 donna del nero · d7 pedone del bianco · h7 re del bianco · f6 re del nero · a4 donna del bianco · a3 pedone del nero · a2 pedone del bianco | b7 donna del nero · d7 pedone del bianco · h7 re del bianco · f6 re del nero · a4 donna del bianco · a3 pedone del nero · a2 pedone del bianco | b7 donna del nero · d7 pedone del bianco · h7 re del bianco · f6 re del nero · a4 donna del bianco · a3 pedone del nero · a2 pedone del bianco | b7 donna del nero · d7 pedone del bianco · h7 re del bianco · f6 re del nero · a4 donna del bianco · a3 pedone del nero · a2 pedone del bianco | 2 |
| 1 | b7 donna del nero · d7 pedone del bianco · h7 re del bianco · f6 re del nero · a4 donna del bianco · a3 pedone del nero · a2 pedone del bianco | b7 donna del nero · d7 pedone del bianco · h7 re del bianco · f6 re del nero · a4 donna del bianco · a3 pedone del nero · a2 pedone del bianco | b7 donna del nero · d7 pedone del bianco · h7 re del bianco · f6 re del nero · a4 donna del bianco · a3 pedone del nero · a2 pedone del bianco | b7 donna del nero · d7 pedone del bianco · h7 re del bianco · f6 re del nero · a4 donna del bianco · a3 pedone del nero · a2 pedone del bianco | b7 donna del nero · d7 pedone del bianco · h7 re del bianco · f6 re del nero · a4 donna del bianco · a3 pedone del nero · a2 pedone del bianco | b7 donna del nero · d7 pedone del bianco · h7 re del bianco · f6 re del nero · a4 donna del bianco · a3 pedone del nero · a2 pedone del bianco | b7 donna del nero · d7 pedone del bianco · h7 re del bianco · f6 re del nero · a4 donna del bianco · a3 pedone del nero · a2 pedone del bianco | b7 donna del nero · d7 pedone del bianco · h7 re del bianco · f6 re del nero · a4 donna del bianco · a3 pedone del nero · a2 pedone del bianco | 1 |
|   | a | b | c | d | e | f | g | h |   |

Soluzione:

1. Df4+!  Re6 (Re7)
2. Qf7+!  Rxf7  non 2. ...Rd8 3. De8+ Rc7 4. d8=D#, né 2. ...Rd6 3. d8=D+ Rc6 4. Dxb7 +–
3. d8=C+  Rf6
4. Cxb7  Re5
5. Rg6  il re nero viene confinato sulla colonna 1 per impedire la promozione del pedone  5. ...Rd4
6. Rf5  Rc3
7. Re4  Rb2
8. Rd3  Rxa2
9. Rc2  Ra1  (il nero tenta di ottenere la patta per stallo con 10. ...a2)
10. Cc5  Ra2  ma ciò non è possibile per 11. Cb3#
11. Cd3  Ra1
12. Cc1  a2
13. Cb3#